# فيليب الرابع (ملك فرنسا)
فيليب الرابع (بالفرنسية: Philippe IV) (بين أبريل ويونيو 1268 - 29 نوفمبر 1314) أو فيليب الوسيم (بالفرنسية: Philippe  le Bel) أو الملك الحديدي (بالفرنسية: le roi de fer) كان ملك فرنسا من 1285 حتى وفاته في 1314. هو ابن الملك فيليب الثالث من زوجته الأولى إيزابيل آراغون، وهو الملك الحادي عشر ضمن سلالة الملوك الكابيتيين (بالفرنسية: Capétiens).

كان زوج جان نافار الأولى (بالفرنسية: Jeanne Ire de Navarre) والتي بفضلها أصبح - مثل فيليب الأول - ملك نافار وكونت شمبانيا بين 1284 و1305.

اشتهر فيليب الرابع بكونه أحد أقوى ملوك فرنسا ومن أبرز ما ميز حكمه محاربته لحركة فرسان الهيكل.

## سيرته
نصب فيليب الرابع ملكا عن سن السابعة عشرة، بعد وفاة أبيه في أكتوبر 1285.

تحت حكمه، بلغت مملكة فرنسا أوجها السياسي والاقتصادي في القرون الوسطى. كانت فرنسا بساكنتها البالغة آنذاك 13 مليون نسمة، أكبر الدول المسيحية ساكنة ويعتبر المؤرخون فيليب الرابع أول ملك يرسي دعائم دولة حديثة بسلطة مركزية قوية، معتمدا على مجموعة من المستشارين الذين كانوا يسمون آنذاك بالقانونيين (بالفرنسية: légistes). إلا أن هذه الصورة الإيجابية لحكم فيليب الوسيم لا تستقيم مع مجموعة من المؤشرات السلبية التي طبعت حكمه وخصوصا في المجالين الاقتصادي والسياسي، فالاقتصاد في عهده كان غير مستقر، وهو ما يستدل عليه بالتخفيضات المتواترة للعملة التي سجلت في
عهده، وهو مؤشر على التخبط الذي كان يطبع التسيير الاقتصادي. كما أن اضمحلال وظيفة الوصل الجغرافي للأسواق الأوروبية (التي كانت من أسباب ازدهار الاقتصاد الفرنسي في بداية عهده) لصالح الملاحة البحرية ساهم في تأزيم الوضع الاقتصادي. وهو ما تجسد سنوات قليلة بعد وفاته في المجاعة الكبرى التي ضربت فرنسا بين سنتي 1315 و1317.

على المستوى السياسي، تميز حكمه بمجموعة من الأحداث والتقاطبات والفضائح التي كانت مرتبطة بحياته الخاصة. من بينها محاكمته لأسقف تروا غيشار (بالفرنسية: Guichard) الذي اتهم بقتل الملكة عبر ممارسة الشعوذة، وأيضا محاكمته لأسقف باميي، وهو ما تسبب في توتير علاقة الملك بالكرسي الرسولي، ناهيك عن دوره المحوري في القضاء على حركة فرسان الهيكل.

## روابط خارجية
- فيليب الرابع ملك فرنسا على موقع الموسوعة البريطانية (الإنجليزية)
- فيليب الرابع ملك فرنسا على موقع إن إن دي بي (الإنجليزية)